# شظية (جسم غريب)
الشظية هو مصطلح دل على جسم غريب حاد، قد يكون من الخشب أو الزجاج أو المعدن أو غيرها، ويكون جزء من شيء أكبر نتيجة تناثره حيث تعتبر فلقة تتناثر من جسم صُلْب، وأكثر ما يستعمل هذا المصطلح الآن في فِلَق المتفجّرات.
الشظايا قد تسبب الألم من خلال تمزيق اللحم والعضلات، أو العدوى من خلال البكتريا الموجودة على الجسم الغريب،أو ضرر داخلي من خلال نزوح الأعضاء الحيوية أو العظام من مكانها بمرور الوقت. عادة ما تتكون الشظايا من الخشب ولكن هناك العديد من الأنواع الأخرى مثل الزجاج والبلاستيك والمعدن وأشواك الحيوانات وهذا وفقًا لما أوضحته الأكاديمية الأمريكية لأطباء الأسرة.
الشظايا يمكن أن تستلزم البتر، وإذا كانت في الإصبع لأكثر من 2-3 أيام فينبغي طلب المشورة من الطبيب.

## الإصابة بالشظية
تسبب الشظية الألم في البداية لكونها شيء حاد يخترق الجسم، ومن خلال هذا الاختراق تقوم الشظية بتقطيع طبقة الجلد لتستقر في النسيج الموجود تحته، أو يمكنها أن تخترق هذا النسيج وتتوغل إلى أسفل حتى تستقر في النسيج العضلي أو حتى في العظم. تستقر بعض الشظايا بمكانها لكن معظمها يستمر بالتحرك عبر الجسم وهذا يؤدي إلى إلحاق الضرر بما حوله.

## أنواع

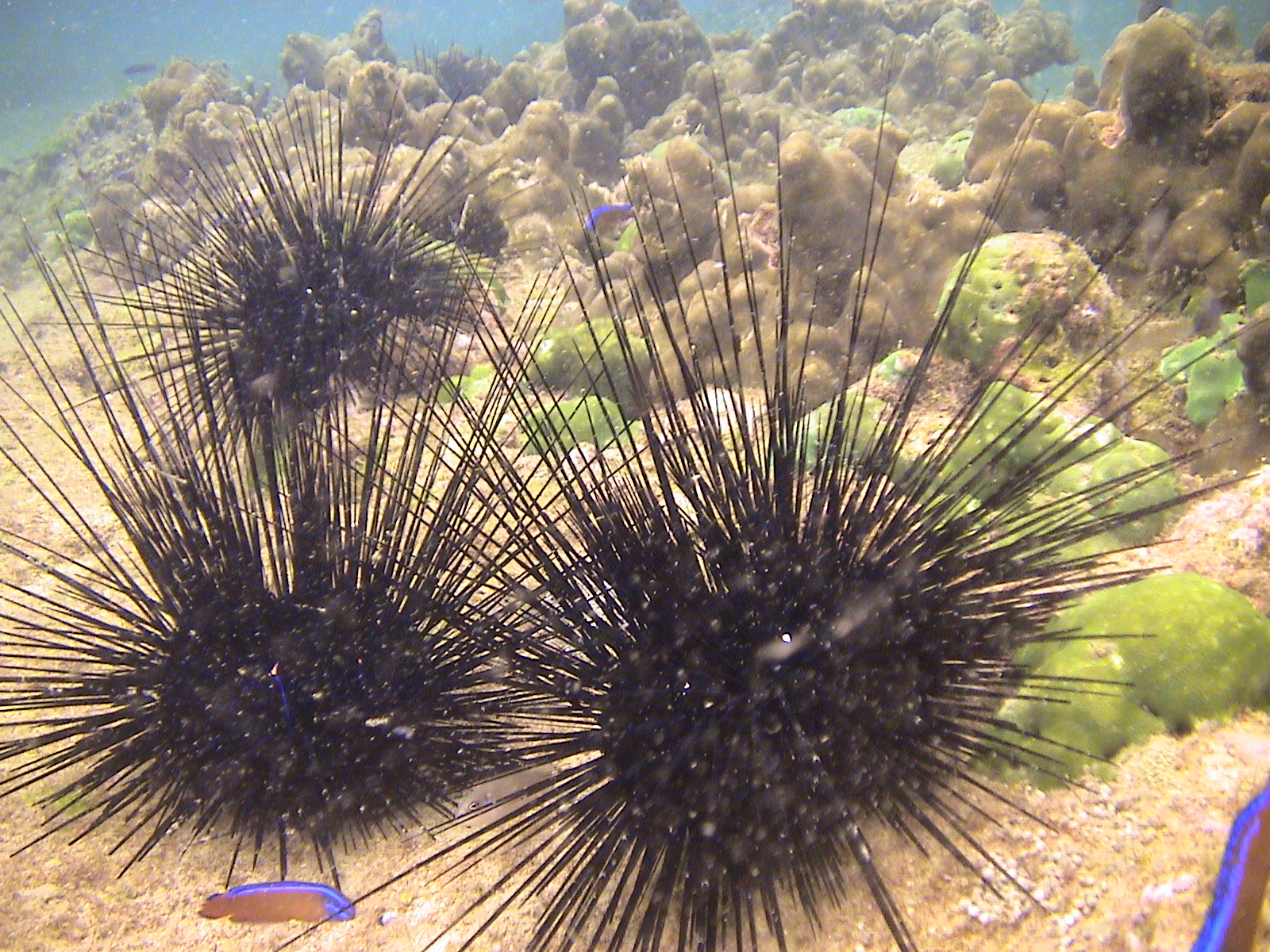
قنافذ بحر تسبب شظايا

وفقًا للأكاديمية الأمريكية لأطباء الأسرة فإن الشظايا التي تخترق الجسم تنقسم إلى فئتين رئيسيتين: شظايا حية، وشظايا غير حية. الشظايا الحية تشمل العظام، وشوك الأسماك، والأسنان، والخشب. والشظايا غير الحية تشمل الزجاج، والمعدن، والألمونيوم، والخطافات، والأقلام الرصاص، والبلاستيك.
نادرًا ما يصاب الناس بشظايا من مصادر أكثر غرابة مثل قنافذ البحر، ولسعات الحشرات، وحتى شظايا القنابل اليدوية.

## تفاصيل محددة لبعض الشظايا
• الخشب: هذا النوع من الشظايا مستخلص من الخشب أو من مواد نباتية أخرى. يجب أزالة تلك الشظايا الخشبية من الجروح لأنها مرتبطه بالالتهاب وخطر الإصابة بالعدوى؛ كما أن الشظايا الأكبر أو الأعمق يمكن أن تؤدي إلى صعوبة الإزالة واستقرارها داخل الجسم.
• الخطافات: أحد مشاكل هذه الشظايا هو وجود نصل في نهاية معظم الخطافات والتي صممت لتجعل إزالتها صعبة، وإذا لم يتم أخذ الاهتمام فيمكن أن يتعرض المصاب لتمزق العضلات بجانب تمزق الجلد. تحدث معظم الإصابات الناجمة عن الخطافات في اليد، والوجه، وفروة الرأس، والقدم، والعين.
•الزجاج: وجدت إحدى الدراسات أن المرضى أكثر شعورًا بشظايا الزجاج الموجودة في الجلد أكثر من أي نوع آخر من الشظايا؛ وعلى الرغم من أن الزجاج قابل للاكتشاف بشكل عامل من خلال التصوير الشعاعي، فإن قدرة الكشف عن الشظايا الزجاجية الأصغر من 2 مم تكون محدودة.
• أنواع أخرى: الرصاص وغيره من أجسام الجرافيت إذا وُجدت في الطبقة الجلدية فيمكنها أن تسبب صبغة دائمة تشبه الوشم إذا لم يتم إزالتها على الفور.
يمكن إزالة الأجسام الصغيرة بدون صعوبة كبيرة إذا ظل عمق الجرح سطحيًا، أما إذا لم يتجاوز الأنسجة التي تلي الجلد وظل خاملًا فيمكن أن يظل الجسم الغريب في مكانه.
يمكن إزالة الأجزاء السطحية من الأجسام الكبيرة دون متاعب، ولكن إذا تجاوز الجرح الأنسجة الموجود تحت الجلد ووصل إلى المنطقة العضلية أو بالقرب من الأعضاء الحيوية فيجب تركه وطلب العناية الطبية على الفور.
• الشعر: الشعر ذو الطول القصير وخاصة الشعر القاسي مثل شعر اللحية المصفى أو شعر الحيوانات الأليفة يمكن أن يشق طريقه تحت جلد القدمين أو اليدين.

## الكشف
غالبًا مايتم اكتشاف الشظايا من قِبل الشخص المصاب بالشظية حيث أن هناك العديد من العلامات التي تدل على أن الشظية قد دخلت جسمه.

### علامات وجود الشظية
- جرح وخزي
- أثر إصابة ملطخة بالدماء لجرح جديد
- ألم حاد مع جس عميق على جرح وخزي
- تلون تحت البشرة
- جرح يثير الألم مع الحركة
- جرح لم يُشفى
- خراج
- جرح يصرف القيح
- كيسة
- التهاب العظم والنقي

### التصوير
في كثيرٍ من الأحيان يتم استخدام التقنيات الحديثة مثل التصوير المقطعي، أو التصوير الأشعة، أو التصوير بالأشعة الصوتية لمعرفة نوع الجسم الغريب إذا فشل الكشف اليدوي في معرفته أو إذا لم يتم إيجاده بينما ظهر تأثيره فقط.
- التصوير المقطعي: يستخدم حين فشل اكتشاف العدوى.
- التصوير الشعاعي: يستخدم لتحديد مكان العظام، وأشواك السمك، والزجاج، والمعادن، والألمونيوم، وبعض الأخشاب.
- التصوير بالأشعة الصوتية: يستخدم لتحديد مكان الزجاج، والمعادن، والحجر، وبعض الأخشاب.[3]

## العدوى
تتحدد العدوى عادة عن طريق المدة التي يبقى فيها الجسم الغريب داخل جسم الإنسان، ولكن عادة ماتؤدي الأشياء التي تحتوي على سموم، أو الاختراق العميق، أو التراب، أو الإصابة بسبب عضة إلى وقت أقصر حتى تكون العدوى ملحوظة؛ كما أوضحت الأكاديمية الأمريكية لأطباء الأسرة أن المرضى الذين يعانون من كبر السن، أو مرض السكري، أو لديهم جروح أطول أو أعمق يكون لديهم خطر أكبر للإصابة.
تُعد أسهل طريقة لتجنب العدوى هي إزالة الشظية أو الجسم الغريب في أقرب وقت ممكن. على الرغم من أن العدوى التي تحدث بسبب الشظايا -بنسبة 1.1% إلى 12%- تكون أكثر تعقيدًا، إلا أن استخدام المضادات الحيوية في حالات غير حالات الإصابة بالعضة يعتبر غير ضروري من قبل المجتمع الطبي.